# Baron Denham
Baron Denham, of Weston Underwood in the County of Buckingham, ist ein erblicher britischer Adelstitel in der Peerage of the United Kingdom.

## Verleihung und nachgeordnete Titel
Der Titel wurde am 24. Mai 1937 für Sir George Bowyer, 1. Baronet, geschaffen. Dieser hatte fast 20 Jahre für die Conservative Party im House of Commons gesessen, davon viele Jahre als Whip. Zeitweise war er auch stellvertretender Parteivorsitzender gewesen. Bereits am 21. Januar 1933 war ihm in der Baronetage of the United Kingdom der fortan nachgeordnete Titel Baronet, of Weston Underwood in the County of Buckingham, verliehen worden.
Sein Sohn, der 2. Baron erbte 1950 von einem Verwandten auch den Titel 10. Baronet, of Denham Court in the County of Buckingham. Dieser Titel war am 25. Juni 1660 in der Baronetage of England für seinen Vorfahren William Bowyer, einen verdienten Abgeordneten des Unterhauses, geschaffen worden.
Der spätere 5. Baronet, of Denham Court, war ein Admiral der Royal Navy, der in der Seeschlacht am Glorious First of June schwer verwundet wurde. Er wurde am 8. September 1794 in der Baronetage of Great Britain zum Baronet, of Radley in the County of Berks, ernannt. Dieser Titel erlosch allerdings 1950 beim Tod des 9. Baronets, of Denham Court, bzw. 5. Baronets, of Radley.

## Liste der Barone Denham und Bowyer Baronets

### Barone Denham (1937)
- George Edward Wentworth Bowyer, 1. Baron Denham (1886–1948)
- Bertram Stanley Mitford Bowyer, 2. Baron Denham (1927–2021)
- Richard Grenville George Bowyer, 3. Baron Denham (* 1959)

Titelerbe (Heir Presumptive) ist der Bruder des jetzigen Barons, Hon. Henry Martin Mitford Bowyer (* 1963).

### Bowyer Baronets, of Denham Court (1660)
- Sir William Bowyer, 1. Baronet (1612–1679)
- Sir William Bowyer, 2. Baronet (1639–1722)
- Sir William Bowyer, 3. Baronet (1710–1767)
- Sir William Bowyer, 4. Baronet (1736–1799)
- Sir George Bowyer, 5. Baronet, 1. Baronet (1739–1799) (wurde 1794 zum Baronet, of Radley)
- Sir George Bowyer, 6. Baronet, 2. Baronet (1783–1860)
- Sir George Bowyer, 7. Baronet, 3. Baronet (1811–1883)
- Sir William Bowyer, 8. Baronet, 4. Baronet (1812–1893)
- Sir George Henry Bowyer, 9. Baronet, 5. Baronet (1870–1950) (Baronetcy of Radley 1950 erloschen)
- Bertram Bowyer, 2. Baron Denham, 10. Baronet (1927–2021) (hatte bereits 1948 den Titel Baron Denham geerbt)
- Nachfolger siehe oben: Barone Denham (1937)